# Angelo custode
 L'angelo custode è un angelo che, secondo la tradizione cristiana, accompagna ogni persona nella vita, aiutandola nelle difficoltà e guidandola verso Dio.
L'angelo custode ha lo scopo principale di tenere il fedele lontano dalle tentazioni e dal peccato, e di condurre la sua anima a meritare la salvezza eterna in Paradiso. Scopo secondario è la realizzazione e la felicità terrena del singolo, oltre l'umana debolezza e miseria.
L'angelo è invocato con la tradizionale preghiera dell'Angelo di Dio.
Nel rispetto del libero arbitrio dell'uomo creato a immagine e somiglianza di Dio, l'angelo custode orienta, senza poterle determinare in senso causale, le scelte verso un atto conforme alla volontà divina, manifesta nei dieci comandamenti e nella legge mosaica, nella legge morale naturale, nel progetto di vita individuale che Dio possiede per ogni singolo uomo ed è pronto a rivelare, fino alla realizzazione dei suoi talenti come servitore e figlio, e alla sua felicità terrena.
L'angelo custode è una persona ricorrente nella vita di molti Santi; in diversi Paesi vi è una forte e particolare devozione. L'angelo è parte di una gerarchia, mediante la quale può quindi essere invocato anche indirettamente tramite una preghiera ai Santi arcangeli, o alla Sacra Famiglia di Nazareth.

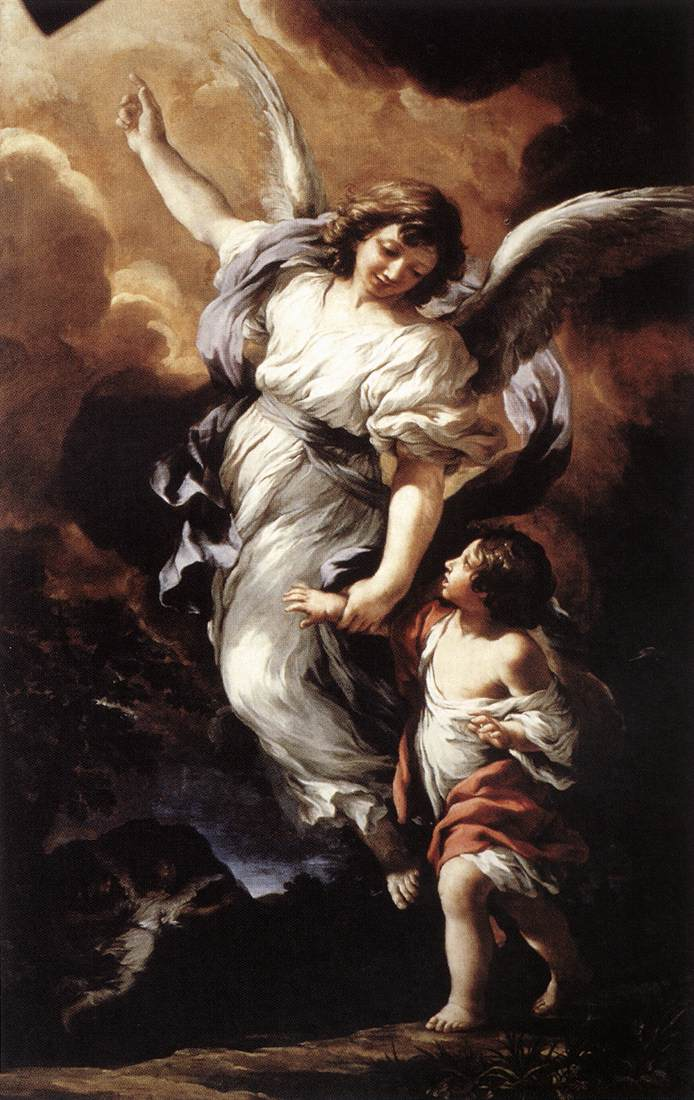
Angelo custode, di Pietro da Cortona, 1656

Degli angeli custodi Papa Pio X disse: «Si dicono custodi gli angeli che Dio ha destinato per custodirci e guidarci nella strada della salute» e l'angelo custode «ci assiste con buone ispirazioni, e, col ricordarci i nostri doveri, ci guida nel cammino del bene; offre a Dio le nostre preghiere e ci ottiene le sue grazie»
La Chiesa ortodossa commemora l'8 novembre la sinassi di s. Michele arcangelo e delle altre potenze incorporee. Dal 1670 la Chiesa cattolica celebra la Memoria dei santi angeli custodi il 2 ottobre.

## Storia
Salmi 91,11-13 ("Gli darà ordine ai suoi angeli di custodirti in tutti i tuoi passi...) descrive il ruolo dell'angelo custode.
La Chiesa cristiana primitiva ereditò il concetto di «angelo» dal mondo ebraico, in cui l'esistenza di un anello intermedio fra Dio e l'uomo era garante della trascendenza divina, e la presenza di una «corte» di angeli attorno a Dio era una necessaria conseguenza della sua maestà regale. Nello stesso ambiente precristiano era anche comune assegnare agli angeli il controllo dei fenomeni naturali (come il gelo, la neve e altri fenomeni nel Libro di Enoch) e in particolare identificare gli angeli con le stelle fisse, e gli arcangeli con i sette astri mobili (cinque pianeti più il Sole e la Luna).
Il culto degli angeli aveva spesso eccessi, contro i quali la Chiesa lottò sin dall'inizio (cfr. san Paolo in Colossesi 2, 18). L'opera di riflessione dei Padri della Chiesa trovò un primo tentativo di sistematizzazione dell'angelologia nel De coelesti hierarchia dello Pseudo-Dionigi l'Areopagita.
Fra i compiti degli angeli ben documentati nell'Antico Testamento vi era quello di guidare e proteggere l'uomo e la donna (ad esempio nel Libro di Tobia). Altro ruolo degli angeli descritto dall'Antico Testamento è quello di essere messaggeri di Dio per l'umanità. L'idea di uno spirito inviato dalla divinità a sorvegliare gli esseri umani o a comunicare loro la volontà divina, era già presente anche nella filosofia greca antica e nello stesso Platone nel suo Fedone.

L'idea, però, che ogni singola persona fosse affidata ad uno specifico angelo, benché esplicitamente accennata (ad esempio in Matteo 18, 10), era molto meno diffusa. Essa si impose solo gradualmente nel Cristianesimo primitivo e una delle prime esplicite affermazioni è quella sostenuta da San Basilio Magno: 
(Adversus Eunomium, 3, 1: pg 29, 656b)
Il culto per gli angeli custodi conobbe un particolare fioritura nel XVI secolo quando papa Pio IV fece edificare, su progetto di Michelangelo, una basilica intitolata ai Sette Angeli. In seguito, dopo che i loro nominativi erano stati soppressi dai testi liturgici, nel 1825 papa Leone XII li riportò in auge.
Le figure degli angeli custodi o «guardiani» ricorsero anche nell'ambito di tradizioni ermetiche e rosacrociane che si richiamavano ad esempio alla cabala, secondo le quali essi appartengono all'ordine più basso della gerarchia degli spiriti celesti, il più vicino agli umani e ai singoli individui. Rappresenterebbero la coscienza della singola persona, custodendo la memoria della sua vita e, nell'ottica della reincarnazione, delle sue diverse esistenze.
Quanto più una persona si libera del suo destino pregresso, tanto più diverrebbe responsabile delle proprie azioni, al punto da non avere più la necessità di un essere che ne rappresenti la coscienza morale. Cagliostro affermava perciò, dopo essere stato iniziato ai misteri dell'assoluto: «libero e maestro della vita, pensai a impiegarla per l'opera di Dio; [...] ci sono degli esseri che non hanno più angelo custode: io fui uno di quelli».

## La dottrina cattolica e ortodossa

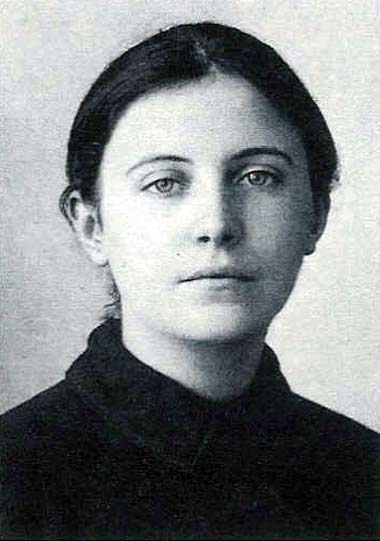
La santa Gemma Galgani, che affermava di essere in contatto con il suo angelo custode

La credenza nell'affidamento di ogni uomo al suo angelo custode è in accordo con due principi generali:
- Dio ama ogni uomo in modo individualizzato, in quanto persona unica ed irripetibile;
- la santità degli angeli e dei Santi comporta la loro partecipazione a questo amore divino nel Corpo Mistico del Cristo risorto.

La convinzione dell'affidamento non esclusivo di ogni uomo a un angelo è in accordo con questi principi anche se non deriva strettamente da essi. I suoi fondamenti, infatti, sono nell'interpretazione di alcuni passi scritturali, fra cui Matteo 18, 1-5.10, Luca 16, 22, Sal 34,8, Sal 91,10-13, Giobbe 33,23-24, Zc 1,12, Tb 12,12 e Esodo 23,20-23.
La dottrina dell'Angelo Custode estende a ogni comunità e a ogni singola persona la promessa biblica: "io mando un angelo davanti a te per custodirti..." (Es 23,20), che si è realizzata per il popolo eletto.
La fede negli angeli custodi è ribadita nel Catechismo della Chiesa Cattolica all'art. 336.
L'opera dell'angelo custode è riferita sia a persone singole che a comunità di persone.
Giobbe 33:23-26 e Daniele 10:13 si riferiscono al fatto che anche i singoli popoli possano essere affidati ad un particolare angelo custode. Tuttavia, la Tavola delle Nazioni enunciata in Genesi 10 non menziona gli angeli custodi ai quali i discendenti del patriarca Noè sarebbero affidati. 
Le lettere alle Sette Chiese dell'Asia si aprono con la menzione del loro angelo che opera in qualità di pastore e di custode.
Nel pensiero cattolico, quindi, ogni persona è aiutata a vivere il pieno compimento del piano divino, nel proprio giusto cammino esistenziale, oltre che dalla grazia, dall'intelletto e dalla libera volontà nell'agire, anche dal proprio angelo custode. Rivolgersi con fiducia a questa presenza celeste comporta il riceverne consigli mediante intuizioni e ispirazioni per le nostre scelte di vita anche quotidiane.
Tra i Santi e le Sante che hanno avuto una spiccata e notoria relazione con il proprio angelo custode ricordiamo san Pietro, san Tommaso d'Aquino, san Francesco di Sales, san Francesco d'Assisi, santa Gemma Galgani, santa Francesca Romana e san Pio da Pietrelcina.
Anche i Pontefici hanno richiamato i credenti a porre attenzione alla presenza dell'angelo custode. Papa Francesco ha spiegato: "nessuno cammina da solo e nessuno di noi può pensare che è solo perché c'è sempre questo compagno. Questa non è una dottrina sugli angeli un po' fantasiosa no, è realtà." "Io, oggi, farei la domanda: com'è il rapporto con il mio angelo custode? Lo ascolto? Gli dico buongiorno, al mattino? Gli dico: ‘Custodiscimi durante il sonno?'. Parlo con lui? Gli chiedo consiglio? È al mio fianco. Questa domanda possiamo risponderla oggi, ognuno di noi: com'è il rapporto con quest'angelo che il Signore ha mandato per custodirmi e accompagnarmi nel cammino, e che vede sempre la faccia del Padre che è nei cieli".

### Festa dei Santi Angeli Custodi

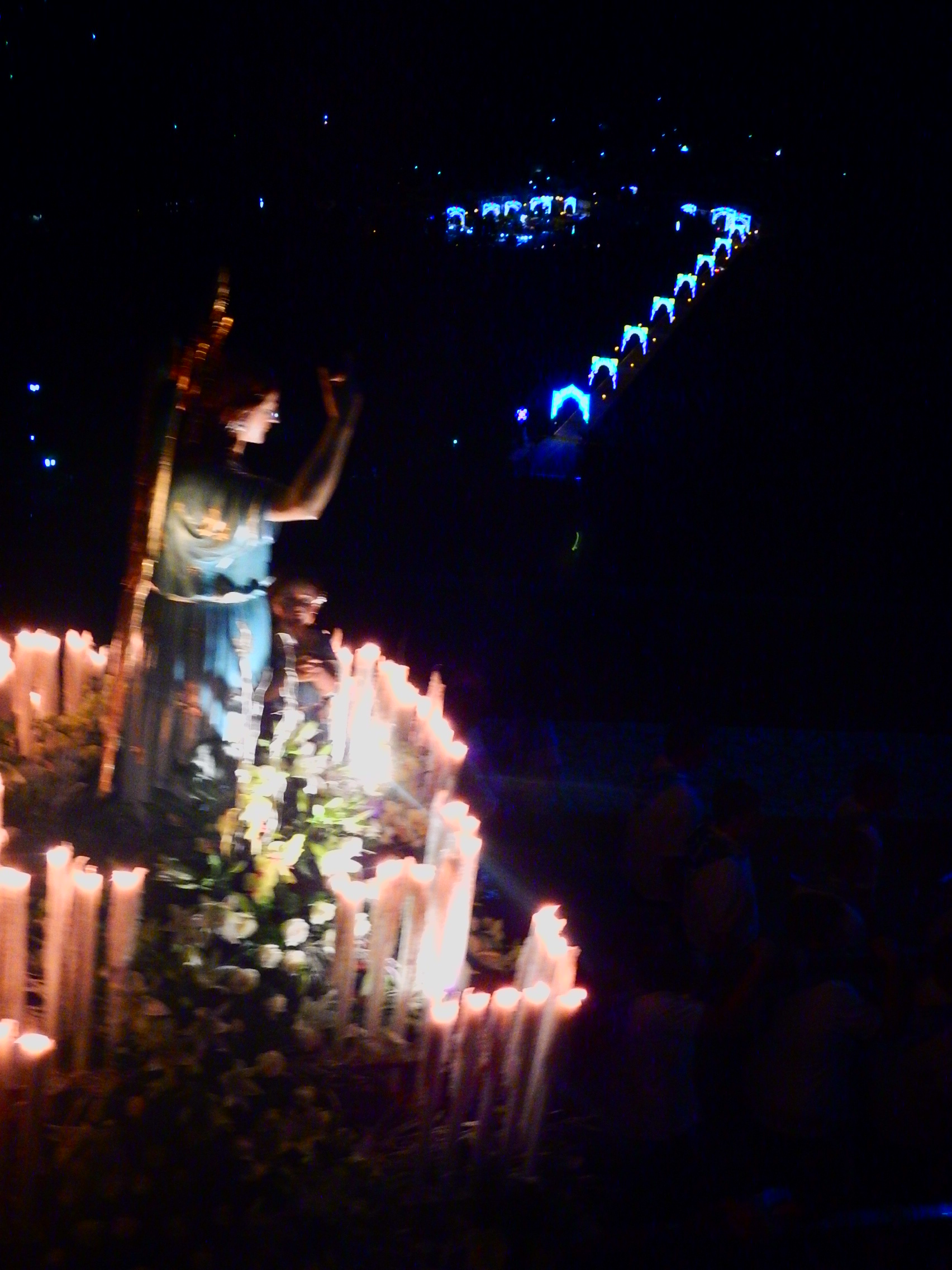
Festa estiva dell'Angelo Custode a Fondachelli-Fantina, Sicilia

Fino al XV secolo nessun giorno particolare era dedicato agli angeli custodi, il cui ufficio cadeva il 29 settembre, in concomitanza con la festa di san Michele arcangelo. L'uso di una festa particolare nacque a Valencia nel 1411, quando si istituì una festa per l'angelo protettore della città. Anche in Francia ci fu un'iniziativa analoga. Durante il secolo successivo l'idea si diffuse dalla Spagna nel Portogallo e poi in Austria e nelle regioni italiane più influenzate dagli Asburgo.
Già nel Cinquecento nacquero le prime "Compagnie dell'Angelo Custode", che si diffusero ampiamente agli inizi del Seicento sotto l'influenza della pubblicazione di diversi trattati teologici (cfr. bibliografia sottostante) e l'impulso di diversi ordini religiosi fra cui, ad esempio, i Padri Somaschi. La spinta decisiva venne da papa Paolo V, che in una bolla del 1614 assegnò specifiche indulgenze ai membri delle compagnie dell'angelo custode aggregate all'Arciconfraternita di Roma e che compissero particolari atti meritori.
In parallelo alla diffusione della pietà popolare ebbe luogo il riconoscimento liturgico della festa. Nel "Messale romano" precedente alla revisione di papa Pio V erano indicate quattro feste consacrate espressamente agli angeli, quelle dedicate agli angeli custodi (il 2 ottobre), all'arcangelo Gabriele, all'arcangelo Michele e all'arcangelo Raffaele. Soppressa da Pio V nel 1568 la festa in onore degli angeli custodi fu ristabilita nel 1608 da Paolo V ed estesa alla Chiesa universale. Nel 1670 Clemente X la rese obbligatoria per tutta la Chiesa latina, sempre alla data del 2 ottobre.

## Gli angeli custodi nellakabbalah
La scuola di kabbalah di Gerona elaborò dettagliate teorie sulle energie benefiche che gli angeli hanno la missione di trasmetterci. Secondo queste teorie vi sarebbero 72 angeli custodi i quali sovraintendono ognuno sia ad alcuni giorni nel corso dell'anno sia a 20 minuti nel corso del giorno (20 minuti x 72 = 24 ore). Ogni persona è affidata principalmente agli angeli che sopraintendevano al giorno e al minuto della sua nascita e le sue caratteristiche verrebbero influenzate da quelle dei suoi angeli (in modo analogo alla influenza degli astri alla nascita secondo l'astrologia).

## Angelologia islamica
In base alla tradizione, due sono gli angeli che registrano immediatamente le azioni degli uomini: uno giace dietro alla spalla destra -che annota solo il bene-, e uno dietro la spalla sinistra, che annota sia il bene che il male. Gli angeli hanno anche la funzione di proteggere l'uomo da tutto quanto di negativo gli possa accadere, salvo quanto Allah avrà decretato per quell'anima.
L'angelo della Morte, o Izra'il, scortato dall'angelo della misericordia e da quello del castigo, si presenta all'uomo al momento della sua morte terrena.
L'angelologia è parte integrante della dottrina islamica (ʿAqīda), confermata in una grande quantità di ʾaḥādīth.
Gli angeli sono semplici strumenti e servitori di Allah, non privi di colpe, e soggetti come gli uomini al Giudizio finale e alla resurrezione dell'ultimo giorno. Sono divisi in varie categorie, ma non secondo una precisa gerarchia: cherubini (al-maqarrabun), i custodi del fuoco (al-zabaniya), ecc.
In questi aspetti, l'angelologia islamica si differenzia in modo sostanziale dalla angelologia cristiana. Gli angeli non sono puro spirito incorporeo, ma sono soggetti alla resurrezione; non hanno scelto una sola volta per sempre fra Allah e la ribellione, ma sono soggetti ad un continuo esercizio del libero arbitrio, al peccato e al giudizio divino, quanto l'uomo. 
La totale trascendenza di Allah rispetto alla creazione non impone dal punto di vista teologico la perfezione e la retta intenzione dei Suoi inviati, avendo carattere di eccezionalità l'intervento divino nella storia umana, e nella vita dei singoli. 
Non essendo perfetti e privi di colpe, non si ritrova una netta separazione fra il Regno degli angeli fedeli a Dio e il Regno dei demoni, e viene a mancare il ruolo di guida, governo, protezione attribuito dalla tradizione occidentale all'angelo custode.